# 三菱製紙八戸クラブ
三菱製紙八戸クラブ（みつびしせいしはちのへクラブ）は、青森県八戸市に本拠地を置き、日本野球連盟に所属していた社会人野球のクラブチームである。

## 概要
1971年、三菱製紙八戸工場内を拠点に『三菱製紙八戸硬式野球部』として発足。30年以上の活動歴を誇ったが、全国大会の出場は果たせなかった。
全国的に企業スポーツが衰退し統合・廃部・クラブ化されていく中で、当チームも2002年からクラブチームに転換されチーム名称を『三菱製紙八戸クラブ』に改称した。
2004年、同年限りで廃部が決まっていたJTが同年の都市対抗野球本戦出場を決め、たった1人補強選手として当チームの中村渉を選んだ。その中村が準々決勝で優勝候補の一角である東芝を5安打完封したことで一躍ドラフト候補となり、同年のプロ野球ドラフト会議で北海道日本ハムファイターズからドラフト指名を受けたことで、チームの存在が一躍知られることとなった。
チームのメンバーの6割程度が三菱製紙の社員であったことから、2010年のルール改正までクラブ選手権に出場することはできなかった。
2023年2月27日付で日本野球連盟を脱退し、チームは解散した。

## 設立・沿革
- 1971年 - 『三菱製紙八戸』として創部。
- 2002年 - 本社の方針からクラブチーム化、チーム名を『三菱製紙八戸クラブ』に改称。
- 2023年 - 解散。

## 主要大会の出場歴・成績
- 東日本クラブカップ　優勝1回（2013年）

## 出身プロ野球選手
- 中村渉（投手） - 2004年ドラフト7位で北海道日本ハムファイターズに入団

## 元プロ野球選手の競技者登録
- 中村渉（コーチ兼任投手） - 元：北海道日本ハムファイターズ